# Диктаторські закони 16 січня
«Закони про диктатуру» (також «Закони 16 січня», Диктаторські закони) — пакет законів, ухвалених Верховною Радою України у четвер, 16 січня 2014 року. «Закони» були ухвалені з грубим порушенням регламенту і законодавчої процедури та, попри гостру критику, підписані Президентом наступного дня, 17 січня. Вони приймалися підняттям рук, без використання системи «Рада» та без обговорення, а їхні тексти стали доступні тільки після того, як депутати за них проголосували. Рахункова комісія в усіх випадках зафіксувала 235 голосів «за». «Підрахунок» був проведений протягом декількох секунд, що викликало великі сумніви у опозиції.
Ці законодавчі акти, на думку більшості експертів, обмежували права громадян, надавали органам державної влади більшу свободу дій у сфері покарання учасників акцій протесту і мали на меті криміналізувати опозицію та громадянське суспільство.

## Назва
Уперше словосполучення «диктаторські закони» було використане у заяві опозиційної фракції «Батьківщина», опублікованому 16 січня о 17:53. Вони також мали назву «поліцейські закони», «драконівські закони», «ручні закони», а також іноді «копитні закони»

## Історичний контекст
Ухвалення законів стало реакцією влади на масові протести громадян. Закони певною мірою запозичували норми російського законодавства, деякі норми були жорсткіші за російські аналоги. Прикладами запозичення є введені у законодавство поняття екстремістська діяльність та іноземний агент.
Натомість у Партії регіонів наголошували на легітимності ухвалених рішень і їхньому сприятливому впливі на ситуацію в Україні.
Попри такі сподівання владної партії, ухвалення цих законів призвело до найгострішого силового протистояння, а протести вийшли за межі Києва та охопили багато інших областей України. Президент Янукович вступив у прямі перемовини з опозицією, результатом яких стало скасування антипротестних законів, відставка уряду Азарова та оголошена амністія затриманих міліцією.

28 січня 2014 року Верховна Рада більшістю в 361 голос скасувала більшість законів 16 січня.
Текстологічне порівняння законів з російськими (наприклад з законом про Федеральний список екстремістських матеріалів) дозволяє зробити висновок про їхню невипадкову подібність.
Більшість законопроєктів були зареєстровані за лічені дні до голосування, не проходили жодного обговорення та не піддавалися жодному аналізу.
За словами відправленого 25 січня 2014 року у відставку з посади голови Національного інституту стратегічних досліджень Андрія Єрмолаєва, закони готувалися без участі експертів інституту, а їх ухвалення стало для нього несподіванкою. «Прийняті закони ніякого відношення до права не мають», оскільки прийняті документи суперечать правам людини.

## Голосування
Напередодні між представниками влади та опозиції ішли перемовини про те, яким саме чином відбуватиметься розгляд проєкту бюджету. Вранці були у своїх кабінетах заблоковані Володимир Рибак та його заступник Ігор Калєтнік, але це не було несподіванкою для спікера[джерело?].
Ухвалення бюджету планувалося заздалегідь. Однак того, що перший віце-спікер почне ставити на голосування інші законопроєкти — про деякі з них депутати взагалі почули вперше лише під час ухвалення, — не очікував ніхто з опозиції.
Голосування відбувалося підняттям рук. Пізніше голова лічильної комісії В. Олійник підтвердив, що не рахував підняті руки під час голосування.
Спікер Володимир Рибак порушив дві норми «Закону про регламент Верховної Ради», після голосування більшості руками підписавши ввечері того ж дня 16 січня закони.
Крім того, у пункті 3 статті 130 Регламенту зазначено, що голова ВР не має права підписувати закон, якщо «у разі виявлення порушень законодавчої процедури, передбаченої цим Регламентом, наслідком чого може бути скасування результатів голосування,… народний депутат у дводенний строк може письмово звернутися до Голови Верховної Ради України з обґрунтованою пропозицією про внесення уточнень до прийнятого закону»; «У цьому разі Голова Верховної Ради України не підписує закон без розгляду зазначених пропозицій Верховною Радою у порядку, передбаченому цим Регламентом (стаття 48)».

## Перелік законів, прийнятих 16 січня 2014 року

### «Диктаторські закони»
| № закону                                                | Назва | Ініціатори проєкту               | № проєкту | Статус                                       |
| ------------------------------------------------------- | --- | -------------------------------- | --------- | -------------------------------------------- |
| 721-VII [Архівовано 3 січня 2020 у Wayback Machine.]    | «Про внесення змін до Закону України „Про судоустрій і статус суддів“ та процесуальних законів щодо додаткових заходів захисту безпеки громадян»                                                  | Колесніченко В. , Олійник В. М.  | 3879      | втратив чинність з 2.02.2014                 |
| 722-VII [Архівовано 24 вересня 2018 у Wayback Machine.] | «Про внесення змін до деяких законодавчих актів України щодо відповідальності за вчинення адміністративних правопорушень під час проведення футбольних матчів»                                    | Кабінет Міністрів України        | 3837      | скасований з 2.02.2014, не набравши чинності |
| 723-VII [Архівовано 3 вересня 2018 у Wayback Machine.]  | «Про внесення змін до деяких законодавчих актів України щодо відповідальності за адміністративні правопорушення у сфері забезпечення безпеки дорожнього руху, зафіксовані в автоматичному режимі» | Пилипенко В. П., Писаренко В. В. | 3855      | скасований з 2.02.2014, не набравши чинності |
| 724-VII [Архівовано 13 вересня 2018 у Wayback Machine.] | «Про внесення змін до Регламенту Верховної Ради України» | Олійник В. М.                    | 3883      | втратив чинність з 2.02.2014                 |
| 725-VII [Архівовано 1 вересня 2018 у Wayback Machine.]  | «Про внесення змін до Кримінального процесуального кодексу України щодо заочного кримінального провадження»                                                                                       | Миримський Л. Ю.                 | 3587      | втратив чинність з 2.02.2014                 |

### «Бюджетні» закони
| № закону  | Назва | Ініціатори проєкту        | № проєкту | Статус                                                                       |
| --------- | --- | ------------------------- | --------- | ---------------------------------------------------------------------------- |
| № 719-VII | «Про Державний бюджет України на 2014 рік» | Кабінет Міністрів України | 3000      | чинний, набрав чинності з 1 січня 2014 року.                                 |
| № 727-VII | «Про внесення зміни до статті 197 Податкового кодексу України щодо звільнення від обкладення податком на додану вартість операцій із ввезення на митну територію України природного газу» | Кабінет Міністрів України | 3853-1    | втратив чинність з 2.02.2014, замінений законом 736-VII такого самого змісту |

### Інші закони та постанова, прийняті 16 січня 2014 року
| № закону                                               | Назва | Ініціатори проєкту              | № проєкту | Статус                                                                       |
| ------------------------------------------------------ | --- | ------------------------------- | --------- | ---------------------------------------------------------------------------- |
| 726-VII [Архівовано 9 липня 2021 у Wayback Machine.]   | Закон України «Про внесення зміни до Закону України „Про безоплатну правову допомогу“ щодо відтермінування набрання чинності положеннями пункту 6 розділу VI „Прикінцеві та перехідні положення“» | Шпенов Д. Ю.                    | 3792      | втратив чинність з 2.02.2014, замінений законом 733-VII такого самого змісту |
| 728-VII [Архівовано 7 вересня 2018 у Wayback Machine.] | Закон України «Про внесення змін до статті 297 Кримінального кодексу України щодо відповідальності за осквернення або руйнування пам'ятників, споруджених в пам'ять тих, хто боровся проти нацизму в роки Другої світової війни — радянських воїнів-визволителів, учасників партизанського руху, підпільників, жертв нацистських переслідувань, а також воїнів-інтернаціоналістів та миротворців» | Симоненко П. М., Алексєєв І. В. | 2178а     | втратив чинність з 2.02.2014, замінений законом 734-VII такого самого змісту |
| 729-VII [Архівовано 4 вересня 2018 у Wayback Machine.] | Закон України «Про внесення зміни до Кримінального кодексу України щодо відповідальності за заперечення чи виправдання злочинів фашизму» | Симоненко П. М., Алексєєв І. В. | 2179а     | втратив чинність з 2.02.2014, замінений законом 735-VII такого самого змісту |
| 730-VII [Архівовано 28 жовтня 2021 у Wayback Machine.] | Постанова Верховної Ради України «Про утворення Тимчасової слідчої комісії Верховної Ради України з питань розслідування протиправних діянь правоохоронних органів та окремих посадових осіб, посягань на права і свободи, життя і здоров'я громадян під час подій, пов'язаних з масовими акціями суспільно-політичного протесту, що відбуваються в Україні з 21 листопада 2013 року»             | Яценюк А. П.                    | 3832      | чинна                                                                        |
| 731-VII [Архівовано 26 лютого 2021 у Wayback Machine.] | Закон України «Про внесення змін до Закону України „Про усунення негативних наслідків та недопущення переслідування та покарання осіб з приводу подій, які мали місце під час проведення мирних зібрань“» | Ківалов С. В.                   | 3893      | втратив чинність з 28.02.2014                                                |

## Офіційне опублікування й набрання чинності
Незважаючи на численні протести й заклики світової та української громадськості не публікувати тексти законів від 16 січня, вони все ж були оприлюднені 21 січня 2014 р. в газетах «Голос України» та «Урядовий кур'єр».
Більшість законів, ухвалених 16 січня, набрали чинності наступного дня після опублікування — 22 січня.
Закон «Про відповідальність за адміністративні правопорушення у сфері забезпечення безпеки дорожнього руху, зафіксовані в автоматичному режимі» повинен був набрати чинності через місяць із дня опублікування — з 20 лютого 2014 року.
Підпункт 4 пункту 13 розділу I Закону № 721-VII (щодо державного регулювання мережі Інтернет) повинен був набрати чинності з 1 травня 2014 року.
Закон щодо відповідальності за вчинення адміністративних правопорушень під час проведення футбольних матчів повинен був набрати чинності через 6 місяців із дня опублікування — з 21 липня 2014 року.

## Зміст і значення

Обмежено рух у колонах більше п'яти автомобілів

Закони мали багато нових обмежень, а також посилювали відповідальності за деякі вже передбачені законодавством порушення, багато з яких стосувалися участі в акціях протесту.

### Більше п'яти не їхати
За рух у колонах більше п'яти автомобілів без узгодження з міліцією, якщо це спричинило створення перешкод для дорожнього руху, запроваджений штраф до 850 гривень або позбавлення права керувати автомобілем на термін від одного до двох років з можливим оплатним вилученням автомобіля.
Закон поширюється де-факто і на похоронні процесії, весільні кортежі (думка ЮК Safir Consulting Group).

### Автоматична відео- та фотофіксація порушень правил дорожнього руху
Передбачаються штрафи за порушення правил дорожнього руху, що зафіксовані в автоматичному режимі. При цьому штраф несе особа, за якою зареєстровано транспортний засіб (окрім транспортних засобів, зареєстрованих на підприємство чи організацію), а не водій.
За правопорушення, зафіксовані в автоматичному режимі, може бути лише грошовий штраф, у розмірі, мінімальному із передбачених в КУпАП за вчинення відповідного порушення.

### Обмеження ЗМІ
Передбачене покарання за здійснення діяльності інформаційного агентства без державної реєстрації, «після припинення його діяльності або з ухиленням від перереєстрації». За таку інформаційну діяльність передбачається штраф у розмірі до тисячі неоподаткованих мінімумів з конфіскацією «виготовленої продукції та знарядь виробництва».

### Порушення організації мітингу
Порушення встановленого законом порядку організації проведення зборів, мітингів, вуличних походів та демонстрацій, в тому числі біля органів влади, установ, підприємств, житла та іншого володіння осіб карається штрафом до 3400 гривень або арештом на строк до десяти діб. Раніше за це був передбачений лише штраф, а його максимальний розмір був до 425 грн.

### Використання засобів чи способів маскування з метою уникнення ідентифікації особи
Документ встановлює відповідальність за участь у мітингах чи зборах в шоломах і масці, або з використанням інших засобів чи способів маскування з метою уникнення ідентифікації особи. А також за участь у протестах в одязі, схожому на форму правоохоронних органів. За такі дії передбачається штраф у розмірі понад чотири тисячі гривень або арешт на строк до 15 діб.

### Встановлення без дозволу для проведення мітингу наметів
Встановлення без дозволу міліції для проведення мітингу наметів чи інших малих архітектурних форм або конструкцій, що використовуються як сцена, каратиметься штрафом у п'ять тисяч гривень або арештом на строк до 15 діб. Дозвіл на встановлення наметів й інших архітектурних форм видає міліція.

### Надання для проведення протестів приміщення чи будь-якої іншої допомоги
Згідно з документом, будь-яка особа, яка надала для проведення недозволених протестів приміщення, транспорт, технічні засоби чи будь-яку іншу допомогу, буде покарана штрафом до 10200 гривень або арештом на десять діб.
Раніше за це був передбачений лише штраф до 1700 гривень.

### Неповага до суду
Вияв неповаги до суду після набуття чинності даним законом буде тягнути за собою штраф до 5100 гривень або арешт на строк до 15 діб. Раніше за це був передбачений лише штраф до 1700 гривень. Крім того до процесуальних кодексів усіх форм судочинства додається норма про прийняття постанови за таке правопорушення без складання адміністративного протоколу та без права її оскарження.

### Обмеження доступу до інтернет-ресурсів
Закон передбачає процедуру обмеження доступу до інтернет-ресурсів, що порушують законодавство, на основі експертного висновку.
Нова норма про невиконання провайдером вимог державного органу щодо відключення інтернету тягне за собою штраф до 6800 гривень.
Надання інтернет-послуг потребуватиме отримання ліцензії. Оператори телекомунікацій зобов'язані були придбати за власні кошти технічні засоби, необхідні для здійснення уповноваженими органами оперативно-розшукових заходів. Раніше були зобов'язані лише встановлювати.

### Невиконання вказівок СБУ
Нова норма про невиконання вказівок працівників Служби безпеки України й створення перешкод для виконання ними своїх обов'язків передбачає штраф у розмірі до 1700 гривень, у разі повторної дії — до 2500 грн.

### Протокол про адміністративне правопорушення
Запроваджується нова норма про протокол про адміністративне правопорушення. Раніше закон містив лише норму про те, що протокол має під розписку вручатися людині, яку притягують до відповідальності, тепер з'являється нова норма про те, як діяти, якщо людина відмовляється розписуватися за протокол: засвідчити його вручення «поясненнями свідків такої відмови та вручення протоколу або відеозаписом цих фактів».

### Екстремістська діяльність та наклеп
Документ запроваджує нові статті про екстремістську діяльність та наклеп, які поширюються зокрема і через інтернет, та запроваджує покарання за це. Виготовлення та розповсюдження екстремістських матеріалів у ЗМІ чи інтернеті відтепер каратиметься штрафом у розмірі до майже 14 тисяч гривень штрафу або обмеженням волі чи ув'язненням на строк до трьох років. Окрім іншого, екстремістськими, згідно із законом, вважаються матеріали із закликами до насильницької зміни конституційного ладу і перешкоди діяльності органів влади і посадовців.
Відповідно до поправок у законі про свободу совісті та віросповідання, церкві заборонили займатися екстремістською діяльністю.
За поширення недостовірних відомостей, що ганьблять честь і гідність особи, передбачений штраф у розмірі до 850 гривень.
За наклеп, який прозвучав у засобах масової інформації або в мережі Інтернет, передбачений штраф у розмірі до 5100 гривень, або громадські роботи до 240 годин, або виправні роботи до 1 року. За наклеп зі звинуваченням у вчиненні тяжкого злочину можна було отримати виправні роботи або обмеження волі на строк до 2 років.

### Блокування доступу до житла чи іншого володіння особи
В законодавстві запроваджується нова норма про покарання за блокування доступу до житла чи іншого володіння особи. За це, за умови, якщо блокування здійснюється групою осіб, передбачено до шести років ув'язнення.

### Участь у груповому порушенні громадського порядку
За участь у груповому порушенні громадського порядку посилюється покарання. За це тепер можуть засудити не лише до штрафу чи арешту на строк до півроку, але й до позбавлення волі на строк до двох років.

### Заборона відвідувати футбольні матчі
Заборона відвідувати футбольні матчі застосовується судом за адміністративні правопорушення на території стадіонів. Квитки на футбол міститимуть повне ім'я вболівальника.

### Блокування споруд, що забезпечують діяльність органів місцевого самоврядування
Запроваджується новий вид покарання — за блокування споруд, що забезпечують діяльність органів місцевого самоврядування та об'єднань громадян з метою перешкоджання нормальній роботі. За ці дії передбачене покаранні у вигляді обмеження волі або ув'язнення на строк до п'яти років.

### Інформація про міліцію та суддів
Посилюються обмеження на збирання та поширення інформації про працівників правоохоронних органів та їхніх родичів. Посилюється також покарання за це: наприклад, максимальний арешт тепер становитиме не три місяці, а шість.
Так само посилюється відповідальність за розповсюдження інформації про суддів та членів їхніх родин, що носять образливий характер.

### Податок з іноземних агентів
Передбачалося посилення регулювання діяльності громадських організацій і збільшення кількості законних підстав для їх заборони. Зокрема, запроваджувалося поняття «громадських об'єднань, які виконують функції іноземних агентів» — організацій, фінансування яких здійснювалося з іноземних джерел і які брали участь у політичній діяльності (остання, у свою чергу, визначалася як «участь (у тому числі шляхом фінансування) в організації та проведенні політичних акцій, які мають на меті вплив на прийняття рішень державними органами, зміну визначеної ними державної політики, а також для формування думки суспільства з зазначеною метою»). Щодо таких громадських організацій не діяли правові норми щодо звільнення від оподаткування; вони повинні були під загрозою заборони регулярно публікувати звіти про свою діяльність та джерела фінансування; назви таких організацій і всі матеріали, що видаються або розповсюджуються ними, повинні були містити словосполучення «громадське об'єднання, що виконує функції іноземного агента». Такі організації відтепер мали платити податок на прибуток (ставка податку на прибуток в 2014 році становила 18%). 

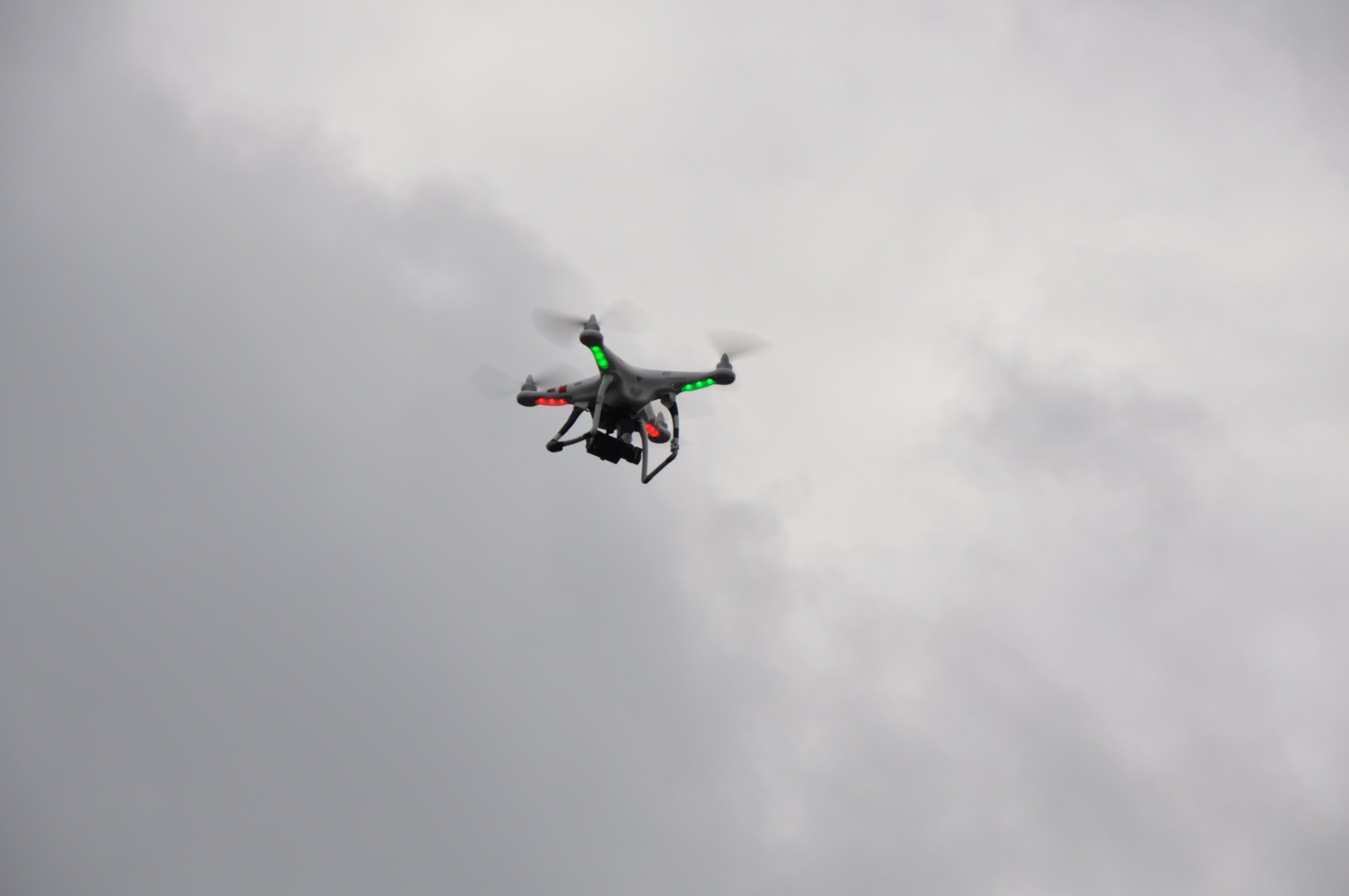
Дрон з камерою над львівським Євромайданом.

### Зйомки з повітря ускладнені
Законом передбачається ліцензування ввезення в Україну, торгівлі та використання безпілотних повітряних суден, які підлягають реєстрації в Державному реєстрі цивільних повітряних суден.
Під це визначення можуть потрапити[уточнити] дрони, за допомогою яких активісти знімали з повітря будинки чиновників.

### SIM-карти
Запроваджується поняття ідентифікаційної телекомунікаційної картки (SIM-картка, USIM-картка тощо). Надання телекомунікаційних послуг з використанням такої картки здійснюється на підставі договору, укладеного між оператором телекомунікацій та споживачем.

### Позбавлення депутатської недоторканості
Поправки до закону про регламент передбачають спрощення процедури позбавлення народного депутата недоторканності. Згідно з цим законом, подання прокуратури про надання згоди на притягнення до кримінальної відповідальності чи арешт народного депутата включається до порядку денного сесії Верховної Ради позачергово без голосування та без висновку профільного комітету, як це було раніше.

### Ідеологічні закони
Ідеологічні закони: щодо відповідальності за паплюження пам'ятників воїнам-визволителям, а також щодо заперечення чи виправдання злочинів фашизму.
Закон 729-VII щодо відповідальності за заперечення чи виправдання злочинів фашизму, скасований, а потім прийнятий повторно, ставить поза законом дивізію «Галичина».
Оглядачі, історики та політики зазначають, що цей закон є «маніпулятивним та репресивним»; «юридично, історично і політично безграмотним»; допускає «довільне тлумачення мало не всіх його основних положень», під визначення «прибічники фашизму» фактично можна віднести також ОУН та УПА.

## Реакція в Україні

### Реакція політиків
Керівник партії УДАР Віталій Кличко у четвер, виступаючи на Євромайдані, заявив, що опозиція скликає на неділю нове, вже восьме Народне віче на Майдані Незалежності в Києві. Він закликав готуватися до всеукраїнського страйку.
Тягнибок назвав події в четвер «державним переворотом» і зазначив що «ті закони були ухвалені неконституційним чином і тому є нелегітимними». За словами Тягнибока, цей режим періодично намагається «мавпувати» ті відносини всередині держави, які є в РФ чи Білорусі.
Луценко закликав до створення Народного Фронту Майдан і реально перетворити його в мільйонний народний рух опору. На його думку, «прийняті закони — це тюрма суворого режиму для всіх, хто почуває себе вільною людиною» і що зараз настав «той час, коли перевіряється на практиці слова Гімну „душу й тіло ми положим за нашу свободу“ і що це момент істини».
Юлія Тимошенко у заяві з в'язниці зазначила, що голосуванням у Верховній Раді 16 січня провладні депутати вчинили злочин і остаточно ліквідували парламентаризм в Україні.

### Реакція інституцій громадянського суспільства
У 20 з 24 областях журналісти провели свої окремі акції проти диктаторських законів. ЗМІ та журналістські організації видали 22 заяви та звернення, під якими підписалися щонайменше три тисячі журналістів.
У заяві Міжнародного фонду «Відродження» йдеться, що у стінах Верховної Ради «відбулась безпрецедентна за своєю зухвалістю атака на базові права людини та громадські свободи, що ставить під сумнів демократичну природу української держави та відкриває шлях до масових репресій проти її громадян».
Національна спілка журналістів України, Незалежна медіа-профспілка та Комісія з журналістської етики висловили своє глибоке обурення «знищенням незалежної журналістики» в Україні:
|  | Прийняття диктаторських законів, котрі фактично запроваджують цензуру, а також цілеспрямовані прояви насильства по відношенню до журналістів із боку представників силових структур засвідчують, що в країні відбувається масштабний наступ з боку влади на журналістську професію |

Центр політико-правових реформ надав юридичний висновок щодо процесу прийняття та змісту законів. Так, у висновку наголошується, що закони: обмежують свободу мирних зібрань; обмежують право на справедливий суд; обмежують право громадян на доступ до інформації та криміналізують наклеп; обмежують свободу об'єднань.
Після перемоги Євромайдану група впливових українських журналістів (Найєм, Лещенко, Притула, Рахманін, Даниленко, Скрипін та ін.) заявили, що Верховна Рада повинна «понести політичну відповідальність за запровадження в Україні диктатури після ухвалення законів 16 січня» і достроково припинити свої повноваження.

### Реакція Майдану та вимоги скасування

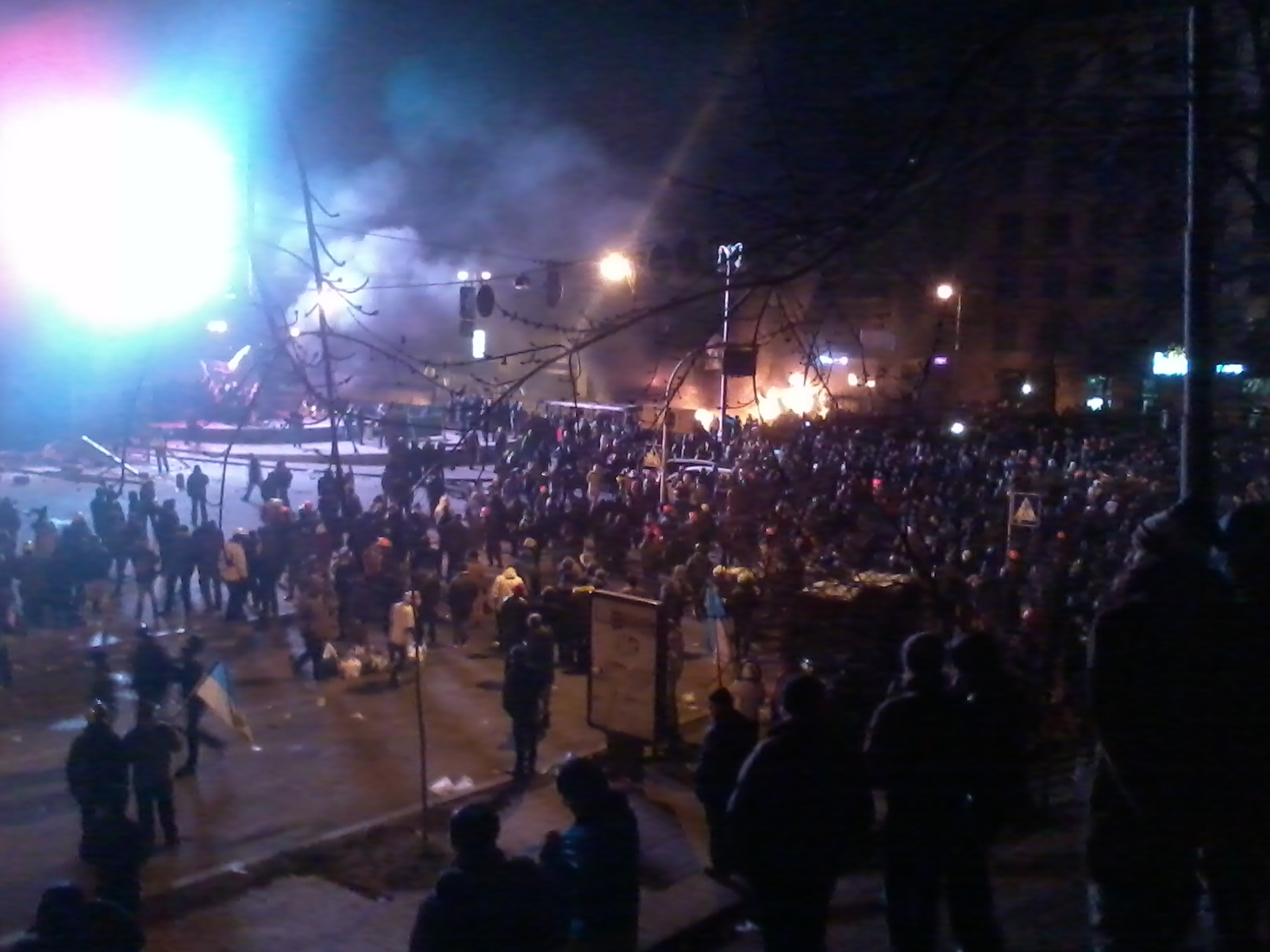
Вулиця Грушевського, 19 січня 2014 року, 23:17

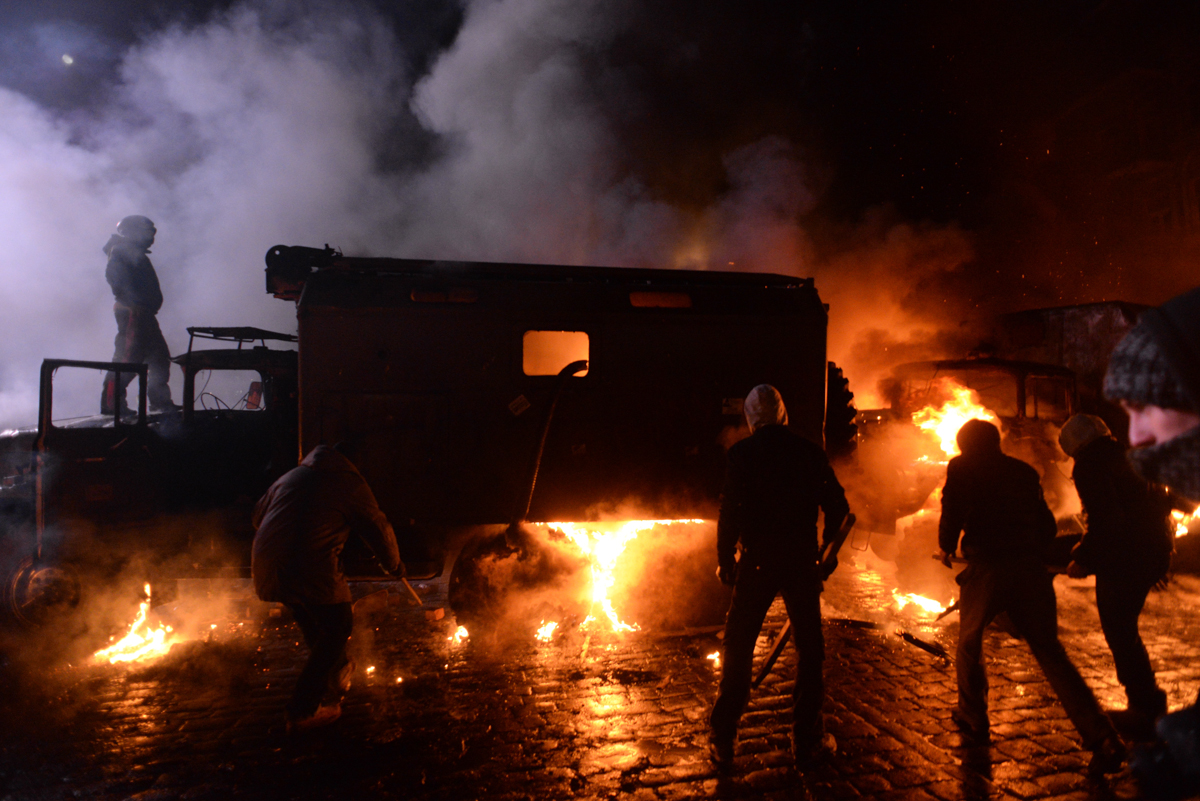
Протистояння з урядовими військами на Барикадній

Більше сотні громадських організацій оголосили повну мобілізацію на Майдані Незалежності у Києві.
19 січня за ініціативою лідерів Автомайдану, зокрема Сергія Коби, що зробив заклик зі сцени Євромайдану на Народному вічі, було розпочато ходу на підготовку безстрокового пікету ВР з подальшою вимогою до депутатів переголосувати закон Колесніченка-Олійника. Хода зустрілася із загонами внутрішніх військ і «Беркуту» на вул. Грушевського, і протистояння переросло у довготривалу сутичку із застосуванням різних видів холодної зброї. До 20:00 вже були спалені автобуси, поранено близько 100 мітингувальників, сталося застосування кийків, гранат із сльозогінним газом, гумових куль та водометів з боку правоохоронців та бруківки, кийків і «коктейлів Молотова» з боку протестувальників. Станом на початок 20 січня протистояння продовжується і не вщухає.
Наступного ранку, 20 січня, влада погодилася не вводити (не публікувати) закони про диктатуру в дію принаймні до закінчення переговорів з лідерами опозиції. Як було відзначено, «Умова початку переговорів — це скасування „драконівських“ законів про цензуру і переслідуваннях. Попередньо вони дали згоду не друкувати закони. Тоді вони не набудуть чинності. Потім ми анулюємо всі „драконівські“ закони в Раді». Попри все це, випуск газети «Голос України» за 21.01.2014 року було надруковано і розпочато її поширення. Відповідно, з 00:00 22.01.2014 року більшість законів про диктатуру набрали чинності., закон 723-VII — з 20.02.2014, а закон 722-VII — з 21.07.2014 року.

### Реакція громад
Мер Львова Андрій Садовий заявив, що закони, прийняті з порушенням Конституції «і здорового глузду», у Львові виконувати не будуть.

### Реакція МЗС України
МЗС України заявило, що вважають заяви закордонних політиків стосовно прийнятих 16 січня законів втручанням у внутрішні справи України, та наголосив що нові закони спрямовані на імплементацію в українському законодавстві низки норм, які вже існують в законодавстві більшості європейських держав, та відповідають загальновизнаним демократичним стандартам і міжнародним практикам.

### Імовірні економічні наслідки
Збиток від впровадження норм нового «репресивного» закону № 3879 авторства депутатів владної Партії регіонів Вадима Колесніченка і Володимира Олійника міг скласти близько 5 млрд грн у рік. Про це йшлося у відкритому листі членів правління та експертів Інтернет асоціації України (ІАУ) президенту країни Віктору Януковичу. В Асоціації вважали, що може різко збільшитися кількість компаній, які будуть виводити свої бізнеси на зарубіжний хостинг — через норми про блокування сайтів без рішення суду. Через ліцензування провайдерських послуг може різко скоротитися кількість середніх і дрібних інтернет-провайдерів.
Також у листі ІАУ йшлося, що абонентська база мобільного зв'язку може скоротитися через вимогу до абонента ідентифікувати свою особу. У компанії МТС Україна зазначили, що оскільки близько 90 % її клієнтів є абонентами передплаченого зв'язку, нові норми вимагають докорінної перебудови системи продажів компанії, а також можуть бути недієвими через імовірне виникнення чорного ринку SIM-карток, що лише збільшить їхню ціну.
За законами від 16 січня, критичні публікації в ЗМІ і соцмережах можуть розглядатися як втручання у діяльність правоохоронних органів і караються штрафом або арештом на строк до шести місяців. Експерти негативно оцінили нововведення. На їх думку, введені норми спрощували можливості для рейдерських захоплень підприємств.

## Міжнародна реакція
Західні дипломати вже за кілька годин після парламентського засідання оприлюднили свою реакцію на події в Раді. «Я занепокоєний через те, яким чином відбувалося голосування за деякі закони сьогодні в парламенті», — написав у своєму мікроблозі посол США в Києві Джеффрі Пайєтт. «Норми слід ухвалювати з дотриманням належних процедур. В іншому випадку довіра до демократичних інституцій та правової системи опиняється під загрозою», — йдеться у коментарі посла ЄС в Україні Яна Томбінського.
США висловили «глибоке занепокоєння тим, що Рада проштовхнула кілька суперечливих законів, не дотримавшись передбачених процедур. Деякі з цих законів обмежать право на мирні протести та свободу слова, піддадуть тиску незалежні медіа та стануть на заваді роботі неурядових організацій».
Держсекретар США Джон Керрі назвав прийняті закони «антидемократичним маневром» давши наступну оцінку:
Високопосадовці в ЄС вважають прийняті в Україні закони такими, що обмежують права та свободи людей, і закликають президента Віктора Януковича не підтримувати їх. Віце-президент ЄК, верховний представник ЄС з питань зовнішньої політики і політики безпеки Кетрін Ештон глибоко стурбована подіями в Україні.
Президент Європарламенту Мартін Шульц закликав українського президента Віктора Януковича не підписувати прийняті Верховною Радою закони:
Комісар ЄС з розширення та європейської політики сусідства Штефан Фюле дав наступну оцінку:

Верховний комісар ООН із прав людини Наві Піллей закликала українську владу зупинити вступ у дію нових законів, що запроваджують жорсткі умови для учасників антиурядових виступів, та в назвала закони, ухвалені парламентом 16 січня такими, що не відповідають міжнародним стандартам в галузі прав людини. За її словами: 
В Організації з безпеки і співпраці в Європі (ОБСЄ) представник із питань свободи засобів інформації Дуня Міятович висловила занепокоєння з приводу ухвалених в Україні законодавчих змін, серед яких повернення кримінальної відповідальності за наклеп. Вона вважає, що це ставить під загрозу свободу слова в Україні.
Міністр закордонних справ Швеції Карл Більдт вважає, що голосування на підтримку низки законів, яке відбулося в українському парламенті в четвер, працює проти незалежності України. «За тим, що ми бачили сьогодні в Києві, абсолютно явно — темні конструкції проти демократії. І зрештою — проти незалежності України», — написав Більдт. Міністр закордонних справ Польщі Радослав Сікорський назвав події в українському парламенті «зловісними» і поцікавився, чи вирішила Україна піти з європейського шляху. Міністр закордонних справ Литви Лінас Лінкявічюс у свою чергу вважає, що голосування за низку законопроєктів у Верховній Раді в четвер не ведуть до діалогу і розвитку демократії в Україні.
Transparency International вважає прийняті в четвер закони приводом для початку репресій і закликала вплинути на президента, щоб він ветував даний закон. Про це повідомив виконавчий директор українського відділу організації Олексій Хмара. На його думку автори даного закону хочуть отримати інструмент для дискредитації активних організацій, які намагаються провадити в Україні реформи.
Міжнародна правозахисна організація Freedom House закликала президента Віктора Януковича відхилити ухвалені Верховної Радою закони, які порушать зобов'язання країни з дотримання прав людини:
Голова організації Девід Кремер заявив, що йому прикро спостерігати, як «демократично обраний уряд України усе більше віддаляється від демократичних прагнень народу України».
Агентство Reuters повідомило, що Європейський союз скасував традиційну вечерю з президентом РФ Володимиром Путіним в рамках саміту Росія—ЄС, щоб показати, що відносини не повернулись у «нормальне русло» після «перетягування канату» з Москвою щодо України.
Євродепутат Ребекка Гармс оцінила ухвалені закони як путч в Україні і зазначила, що якщо цей закон дійсно набере чинності, ЄС має запровадити якнайширші санкції: «Всі європейські рахунки членів українського уряду, їхніх представників та членів їхніх родин мають бути заморожені. Видача Шенгенських віз цим особам має бути припинена».
Генеральний секретар ООН Пан Гі Мун через свого речника закликав гарантувати в Україні принципи свободи вираження думок і мирних зібрань.

### Оцінки світових медіа
Найвпливовіші видання світу засудили прийняття цих законів. Наприклад, британська газета «Financial Times» написала, що ці закони просто унеможливлюють протести в Україні. Ба більше, політична криза сягнула апогею з моменту свого початку в листопаді 2013-го.
У США «The Washington Post» зазначила, що ухвалені закони запозичено з російського законодавства і вони аж ніяк не є свідченням того, що Янукович налаштований на поглиблення співпраці з ЄС.

## Скасування
Після публікації законів їхнє прийняття спробували оскаржити у ВАСУ, однак суд відмовив.
Також у Верховній Раді була зареєстрована низка законопроєктів щодо скасування деяких або всіх законів, прийнятих 16 січня.
28 січня 2014 року на позачерговій сесії Верховна Рада конституційною більшістю в 361 голос прийняла закон № 732-VII «Про визнання такими, що втратили чинність, деяких законів України», яким скасувала дев'ять законів, прийнятих 16 січня (окрім закону про Держбюджет та закону про амністію).
Після голосування про скасування зазначених законів було знову проголосовано й прийнято чотири закони:
- № 733-VII «Про внесення зміни до Закону України „Про безоплатну правову допомогу“ щодо відтермінування набрання чинності положеннями пункту 6 розділу VI „Прикінцеві та перехідні положення“»;
- № 734-VII [Архівовано 1 лютого 2014 у Wayback Machine.] «Про внесення зміни до статті 297 Кримінального кодексу України щодо відповідальності за осквернення або руйнування пам'ятників, споруджених в пам'ять тих, хто боровся проти нацизму в роки Другої світової війни — радянських воїнів-визволителів, учасників партизанського руху, підпільників, жертв нацистських переслідувань, а також воїнів-інтернаціоналістів та миротворців»;
- № 735-VII [Архівовано 1 лютого 2014 у Wayback Machine.] «Про внесення зміни до Кримінального кодексу України щодо відповідальності за заперечення чи виправдання злочинів фашизму»;
- № 736-VII [Архівовано 1 лютого 2014 у Wayback Machine.] «Про внесення зміни до статті 197 Податкового кодексу України щодо звільнення від обкладення податком на додану вартість операцій із ввезення на митну територію України природного газу».

31 січня 2014 року Президент України підписав вищезазначені закони. 1 лютого 2014 року ці закони були опубліковані в газеті «Голос України».
5 лютого 2014 року з'явилася інформація, що закони 16 січня продовжують діяти, оскільки була скасована лише чинність закону, а не норми законів. Також на офіційному сайті ВРУ змінені закони лишаються в редакції 22 січня. Проте існують інші точки зору, наприклад портал «ЛІГА:ЗАКОН» вважає, що зміни до законодавства втратили чинність. Про це ж заявив і голова фракції Партії регіонів.
Офіційна позиція Мін'юсту: з 2 лютого 2014 року закони, прийняті Верховною Радою України 16 січня 2014 року, втратили свою чинність та відповідно з цієї дати відновлено попередню редакцію положень кодексів та законів, до яких раніше були внесені зміни.
Для усунення неоднозначності щодо чинності законів 23 лютого 2014 року Верховна Рада прийняла законопроєкт Продана і Пинзеника про внесення змін до деяких законодавчих актів України щодо припинення норм законів, схвалених 16 січня 2014 року. Закон набув чинності з 2 березня 2014 року.
21 лютого 2014 року було прийнято Закон України № 743-VII «Про недопущення переслідування та покарання осіб з приводу подій, які мали місце під час проведення мирних зібрань, та визнання такими, що втратили чинність, деяких законів України». Пункт 1 розділу II цього Закону передбачає скасування закону № 731-VII, прийнятого 16 січня 2014 року. Закон був підписаний в.о. Президента Турчиновим О. В. і опублікований у «Голосі України» 27 лютого 2014 року, набув чинності наступного дня після опублікування.

## Кримінальне переслідування за прийняття «диктаторських законів»
Генеральна прокуратура України розглядає «диктаторські закони» як такі, що були спрямовані на перешкоджання проведенню мирних акцій протесту, розширення репресивних повноважень правоохоронних органів. Процедура їх призвела до підвищення ескалації в суспільстві. У спробі їх ухвалення вбачаються ознаки злочинів, передбачених ч. 2 ст. 364 (зловживання владою або службовим становищем) та ч. 2 ст. 366 (службове підроблення) КК України.
Досудове розслідування у цьому кримінальному провадженні завершено не пізніше 21 липня 2015 року.
Генпрокуратура встановила, що вказівки про прийняття законів виходили безпосередньо від Віктора Януковича. Про підозру у вчиненні злочину станом на 18 листопада 2015 повідомлено самому Януковичу, а також п'ятнадцятьом колишнім народним депутатам, які були членами лічильної комісії в день голосування законів. Серед них Ігор Калєтнік, Олександр Єфремов, Володимир Олійник, Сергій Гордієнко, Олександр Стоян. Справу стосовно Михайла Чечетова закрито у зв'язку з його самогубством.
16 грудня 2019 Печерський суд Києва закрив кримінальну справу щодо Єфремова за звинуваченням у голосуванні за Диктаторські закони.